# 河内剛
河内 剛 （かわうち つよし、1945年1月4日 - ）は、元競輪選手。現役時代は日本競輪選手会宮城支部に所属していた。

## 経歴
東北高等学校を経て、日本大学に在学中だった1964年の東京オリンピックにおいて、スクラッチ（現在のスプリント）に出場（予選敗退）。
1965年、日本競輪学校第21期生（同期に群馬の田中博、神奈川の伊藤繁らがいる）としていわき平競輪場でデビューし1着。後2日間も勝ち、3連勝完全優勝を果たす。
1972年、日本選手権競輪（西武園競輪場）優勝。ちなみにこのレースでは、連勝単式（枠番連勝単式）車券において同大会決勝戦史上初の万車券決着となった。
1997年引退。

## 余談
- 競輪選手として新人時代の頃は、平間誠記の練習仲間として平間の荒々しい「指導」を受けた。

- 日本選手権を優勝した頃、既に同郷選手としては、荒川秀之助、阿部道がGI（特別競輪）を制覇していたこともあり、河内の優勝を契機に宮城王国と呼ばれるようになった。